# Лагутовка (Башкортостан)
Лагутовка (баш. Лагутовка) — деревня в Архангельском районе Республики Башкортостан России. Входит в состав Инзерского сельсовета.

## Географическое положение
Расстояние до:
- районного центра (Архангельское): 29 км,
- центра сельсовета (Валентиновка): 10 км,
- ближайшей железнодорожной станции (Приуралье): 32 км.

## Население
| 2002 | 2009 | 2010 |
| ---- | ---- | ---- |
| 80   | ↘28  | ↗30  |

### Национальный состав
Согласно переписи 2002 года, преобладающие национальности — русские (49 %), белорусы (39 %).